# Лускунчик (лялька)

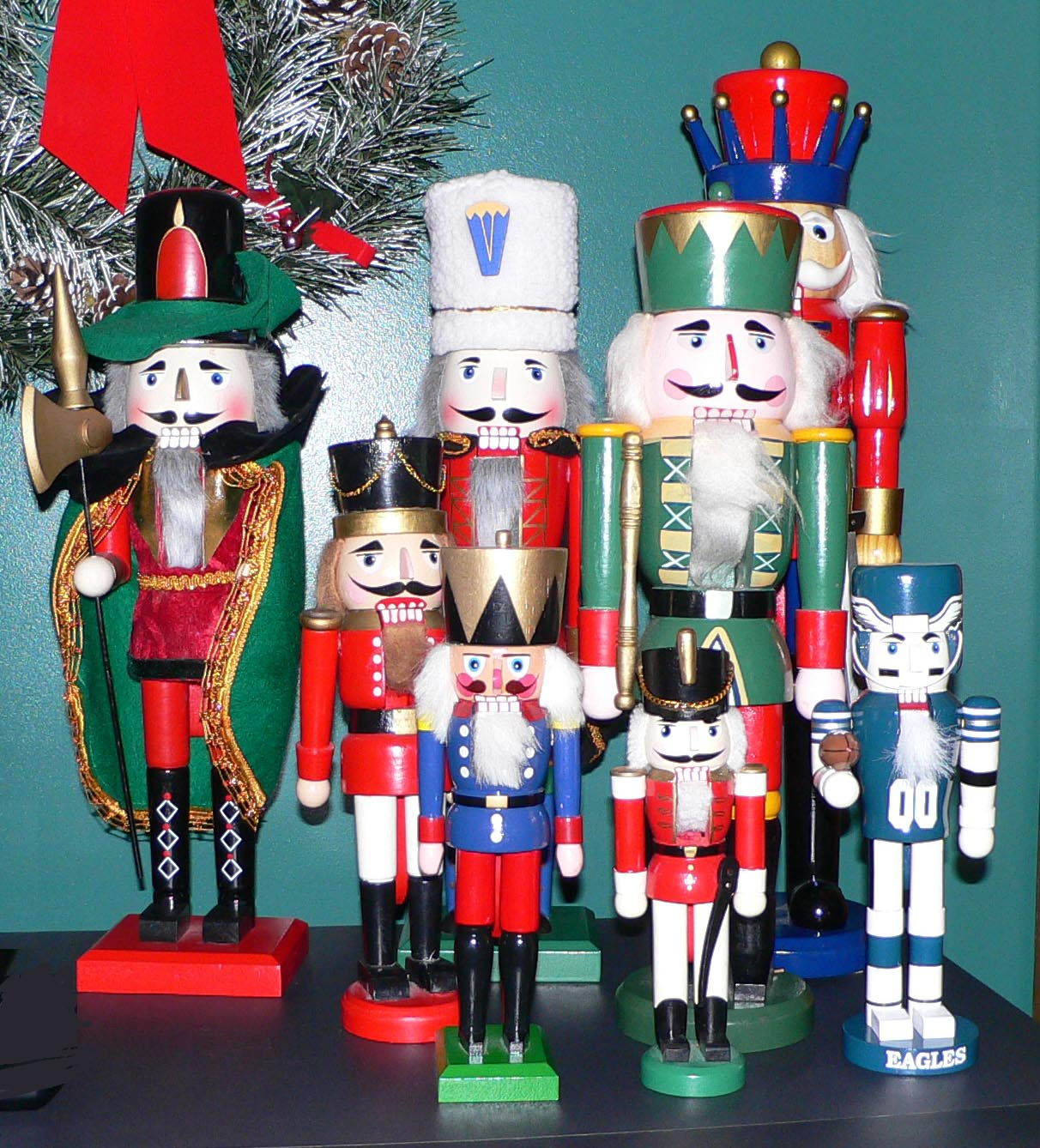
Показ ляльок-лускунчиків

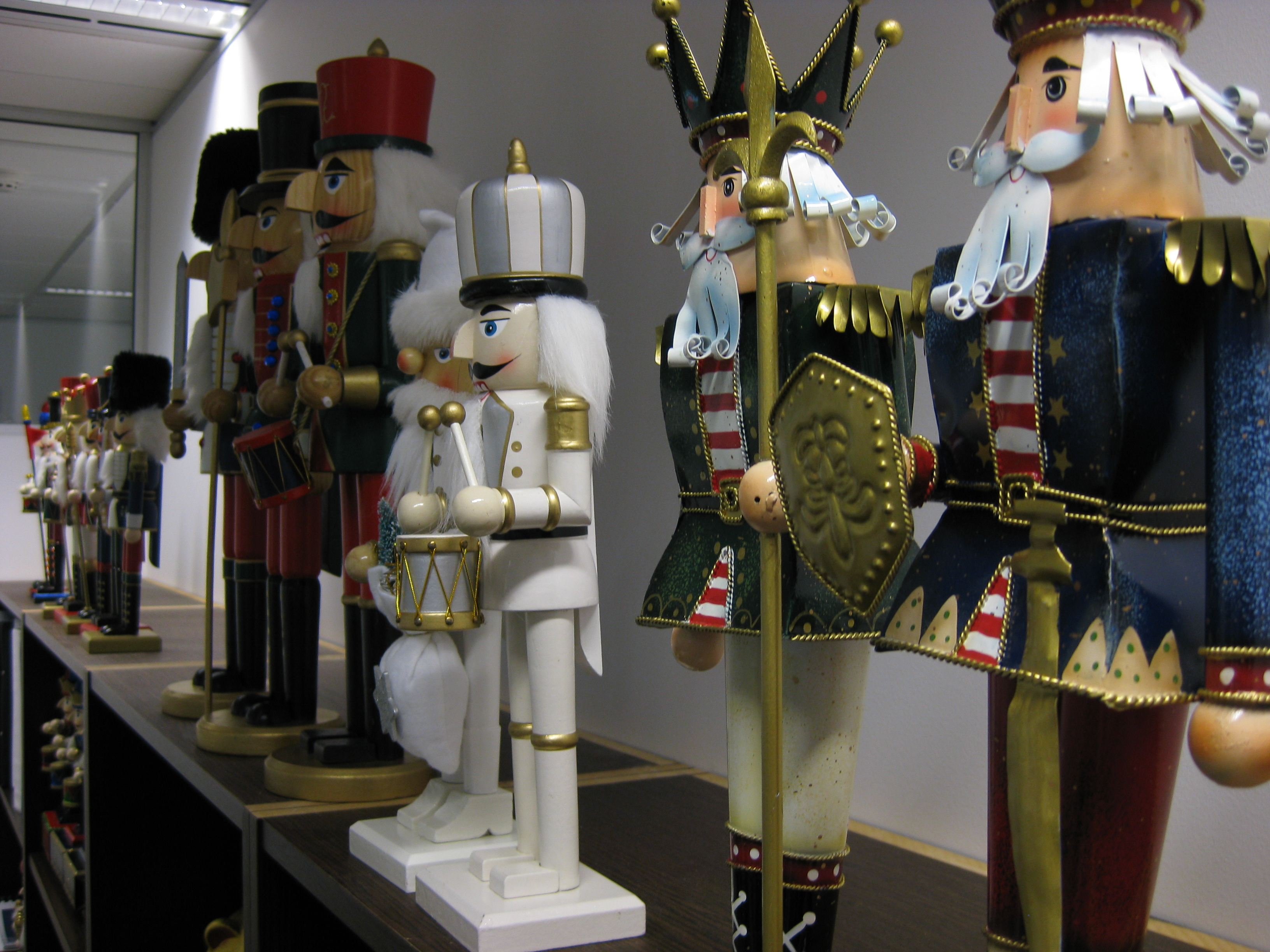
Збірка казкових Лускунчиків

Ляльки Лускунчики, також відомі як різдвяні Лускунчики — це декоративні фігурки Лускунчиків, які найчастіше роблять, щоб нагадувати іграшкового солдатика. У німецькій традиції ляльки є символами удачі, відлякують злих духів. У той час як майже всі лускунчики, створені до першої половини ХХ століття, є функціональними, значна частина сучасних лускунчиків є в основному декоративними та не можуть розбивати горіхи. Лускунчики також є частиною німецького фольклору, вони служать захисниками будинку.

## Історія

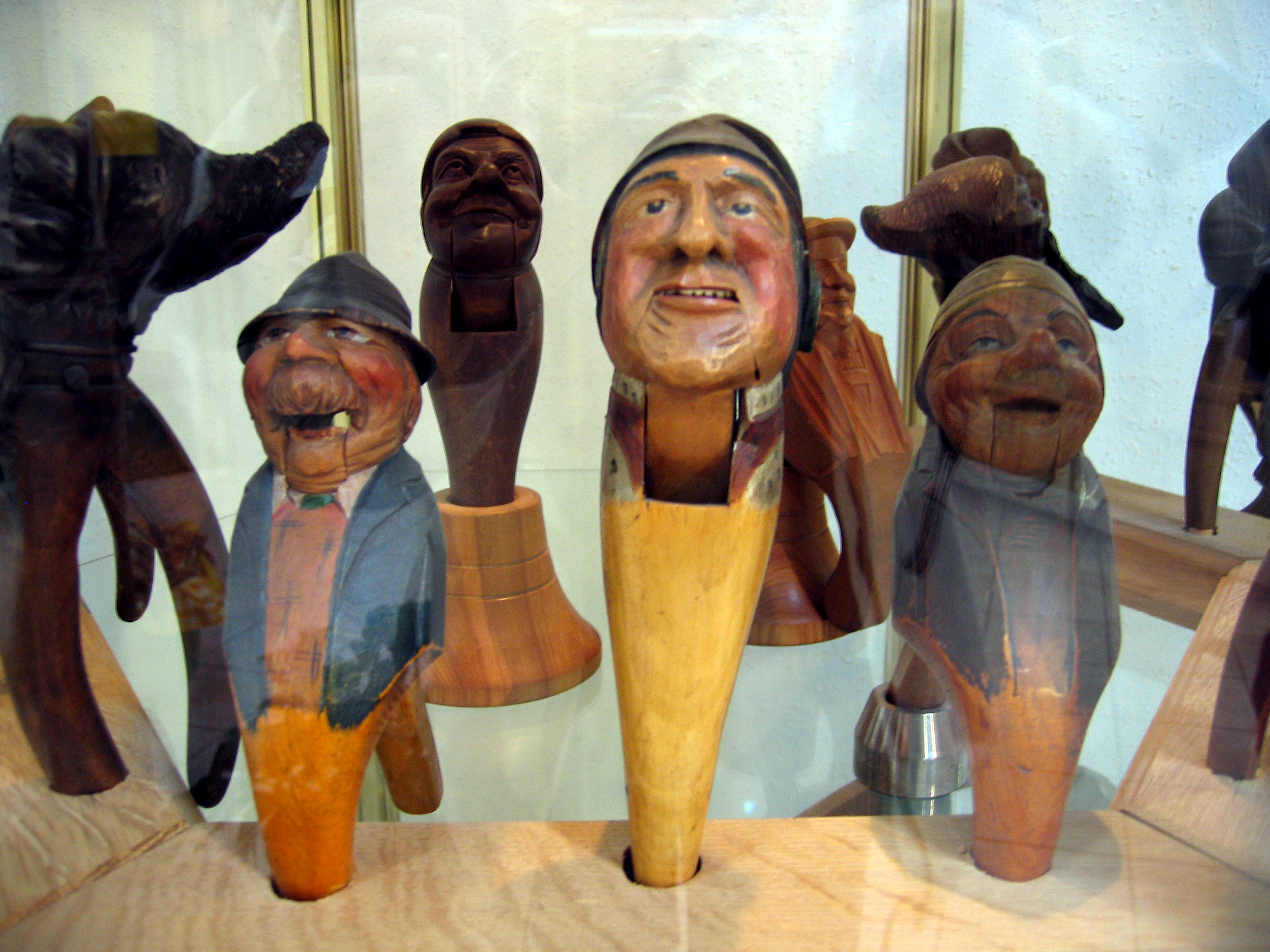
Оригінальні ляльки-лускунчики з музею Nussknacker у Нойхаузені, Саксонія

Ляльки-лускунчики походять з Німеччини кінця XVII століття, зокрема з регіону Рудних гір (нім. Erzgebirge). Одна історія походження приписує створення першої ляльки-лускунчика майстрові із Зайфена. Їх часто дарували як подарунки, і в якийсь момент вони стали асоціюватися з різдвяним сезоном. Вони набули популярності приблизно в ХІХ столітті та поширилися на сусідні країни Європи. У міру зростання попиту ляльки-лускунчики також почали масово виготовляти на фабриках. Фрідріх Вільгельм Фюхтнер (1844–1923), широко відомий у Німеччині як «батько Лускунчика», протягом 1872 року почав перше масове виробництво дизайну (за допомогою токарного верстата) у своїй майстерні в Зайфені в Саксонії.
Після Другої світової війни декоративні ляльки-Лускунчики почали популяризувати за межами Європи, коли численні американські солдати, дислоковані в Німеччині, приїхали додому в Сполучені Штати з німецькими Лускунчиками як сувенірами. Подальшу популяризацію отримав «Лускунчик» Петра Чайковського, балетній адаптація оповідання Е. Т. А. Гофмана 1816 року «Лускунчик і мишачий король» 1892 року, в якій зображений іграшковий солдатик-лускунчик. Балет, який з’явився в Америці в середині ХХ століття, став улюбленою святковою традицією в Сполучених Штата  і допоміг зробити ляльок-лускунчиків різдвяною прикрасою та символом сезону в західній культурі.

## Дизайн
Середня лялька Лускунчик ручної роботи складається приблизно з 60 окремих частин. Ляльки-Лускунчики традиційно нагадують іграшкових солдатиків і часто розфарбовані в яскраві кольори. Різні дизайни поширилися рано; на початку ХІХ століття були люди, одягнені як шахтарі, поліцейські, королівські особи або солдати з різних армій. Останні варіації були зроблені, щоб нагадувати різні поп-культурні чи історичні фігурки, від Бенджаміна Франкліна до операції «Буря в пустелі» — американських солдатів у формі.

## Зовнішні посилання
- Веб-сайт Erstes Europa Nussknacker Museum (in German)